# 카키고리

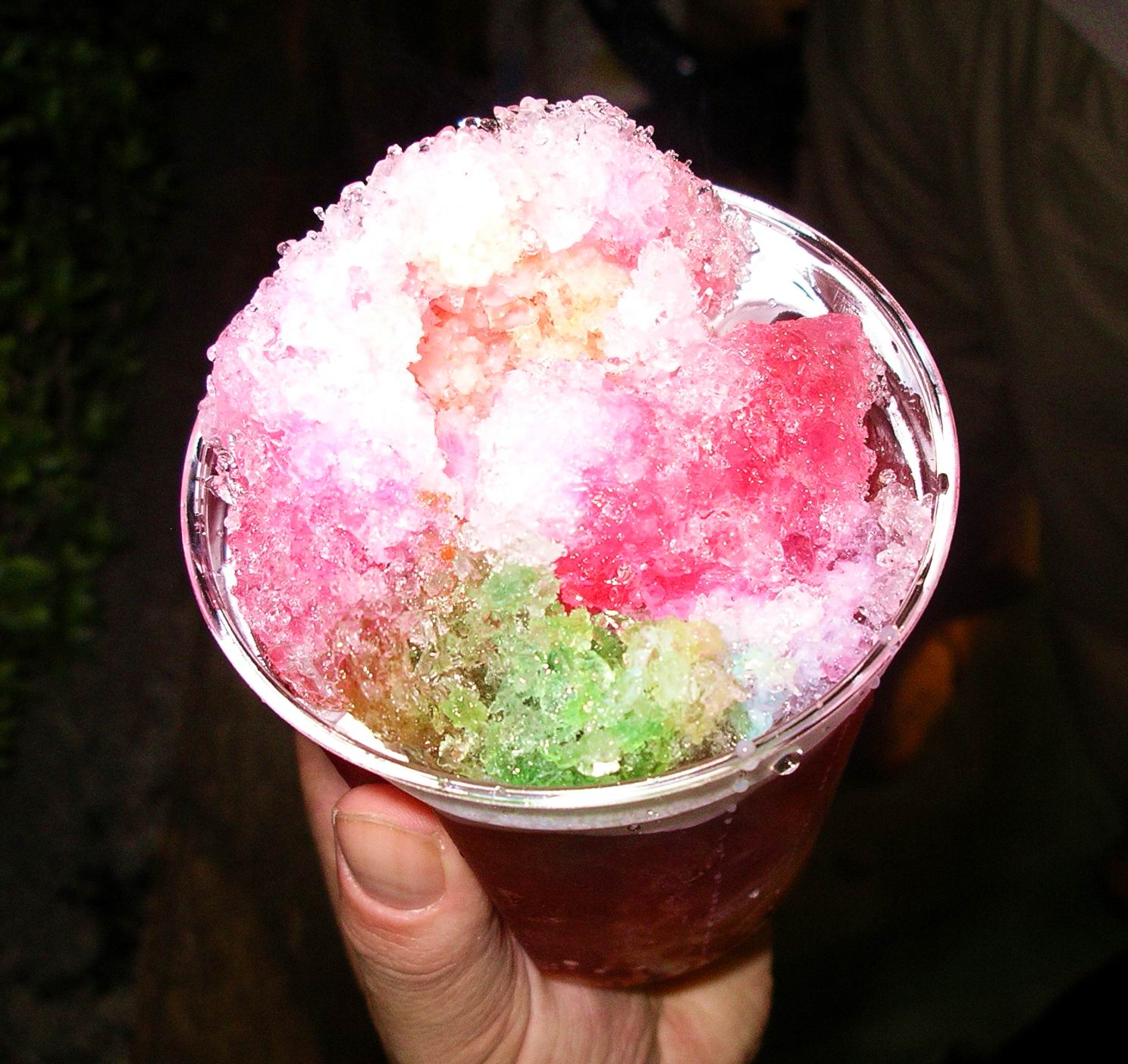
카키코오리

카키고리(일본어: かき氷)는 시럽과 감미료, 연유로 맛을 낸 일본의 빙수이다.

## 역사
카키고리의 기원은 11 세기부터 시작된다. 겨울동안 저장된 네모난 얼음 덩어리를 깎아 여름에 일본 귀족에게 달콤한 시럽과 함께 제공되었다. 카키고리는 여름철에 얼음이 대중에게 더 널리 보급되기 시작한 19 세기에 더 쉽게 접근 할 수 있게 되었다.

## 설명
카키고리를 만드는 전통적인 방법은 수동 얼음갈이를 사용하여 얼음 덩어리를 깎는다.   믹서기가 가장 많이 사용되지만 여름철에도 노점상에서는 여전히 얼음깎이를 볼 수 있다.
얼핏 보면 스노우콘과 비슷해 보이지만 눈에 띄는 차이점이 있다. 얼음은 한결같이 방금 쌓인 눈같이 솜처럼 부드러운 얼음이며 숟가락은 그 얼음을 먹기 위한 용도로 쓰인다. 얼음의 질감은 카키고리를 다른 유형의 빙수와 구별하게 한다.
인기있는 맛은 딸기, 체리, 레몬, 녹차, 포도, 멜론, 블루 하와이, 자두 및 무색 시럽이 있다. 일부 점포에서는 두 개 이상의 시럽을 사용하여 다양한 맛을 만든다. 카키고리의 맛을 좀 더 달게 하기 위해 연유가 종종 그 위에 부어진다.

## 시로쿠마
시로쿠마(일본어: 白熊, しろくま)는 갈아 만든 얼음에 연유로 맛을 내 형형색색의 모찌, 팥 그리고 귤이나 체리와 같은 과일을 넣어 만든 '카키고리'의 한 종류이다.

### 설명
시로쿠마는 에도 시대 중반부터 가고시마 지방에서 유명해졌다. 많은 일본인들에게 잘 알려져있다. 연유, 과일 및 팥소는 빙수 위에 얹어진다. 카페와 야마카타야(山形屋) 또는 무자키와 같은 일부 매점에서 판매된다.

### 어원
시로쿠마는 문자 그대로 "백곰"을 의미하고 일본어로 " 북극곰 "을 나타낸다. 이름의 기원에 대한 몇 가지의 견해가 있다.
하나의 설로 가고시마 시에 면화점이 있었는데, 가게는 카키고리를 부업으로 판매하기 시작했다고 한다. 카키고리는 연유로 맛을 냈다. 주인은 그 음식의 이름을 생각할 때, 북극곰의 그림이 연유 캔 레이블에 인쇄되어 있음을 발견했다.
또 다른 설은 가고시마 시의 커피숍인 무자키가 카키고리를 판매하기 시작했고, 우유 시럽, 산 쇼쿠 칸텐 (다채로운 우무 ), 요칸 (양갱), 팥과 과일을 넣어 위에서 보았을 때 북극곰과 닮아 보여서 시로쿠마라고 불렀다는 설이 있다.
그러나 어떤 사람들은 에도 막부와의 전투 후 사이고 다카모리의 기억을 기리기 위해 만들어졌다고 말한다.
가고시마에서는 비슷한 이름의 카키고리가 만들어진다. 흑설탕 시럽, 커피 또는 카라멜 시럽으로 맛을 낸 쿠로쿠마(검은 곰)와 망고 펄프 시럽으로 맛을 낸 키구마(기쁜 곰)은 일부 커피숍에서 만들어진다.

### 접근성
규슈 남부의 슈퍼마켓, 특히 가고시마시의 제과점에서는 시로쿠마를 인기 상품으로 판매한다. 시로쿠마는 종종 다른 현에서 열리는 가고시마 박람회에서 먹기도 한다. 시로쿠마는 일본 전역의 편의점에서 판매된다.

## 같이 보기
- 코오리컵(氷コップ) : 제 2 차 세계 대전 이전에 카키고리에 사용되었던 전용 유리 컵. ( ja )
- 남캥 사이
- 바오빙
- 빙수
- 셰이브 아이스
- 스노 콘
- 아이스 카창
- 에스 참푸르
- 할로할로
- 빙수 (한국 음식)